# Al-Ahli SC (Tripoli)
Pour les articles homonymes, voir Al Ahly.
Maillots
Actualités
Le Al Ahli Sporting Club (en arabe : النادي الأهلي الرياضي), plus couramment abrégé en Al Ahli, est un club libyen de football fondé en 1950 et basé à Tripoli, la capitale du pays.
C'est le deuxième club libyen le plus titré en championnat avec 13 titres, derrière l'Al-Ittihad Tripoli et ses 18 titres.

## Palmarès
| \| - Championnat de Libye (14) : - Champion : 1963-64, 1970-71, 1972-73, 1973-74, 1977-78, 1983-84, 1992-93, 1993-94, 1994-95, 1999-00, 2013-14, 2015-16, 2022-23 et 2024-25. - Vice-Champion : 1969-70, 1971-72, 1974-75, 1982-83 et 1985-86. - Coupe de Libye (10) (record) : - Vainqueur : 1974-75, 1975-76, 1982-83, 1984-85, 1987-88, 1993-94, 1994-95, 1999-00, 2005-06 et 2015-16. \| \| - Supercoupe de Libye (1) : - Vainqueur : 2000. \| |  |                                                 |
| - Championnat de Libye (14) : - Champion : 1963-64, 1970-71, 1972-73, 1973-74, 1977-78, 1983-84, 1992-93, 1993-94, 1994-95, 1999-00, 2013-14, 2015-16, 2022-23 et 2024-25. - Vice-Champion : 1969-70, 1971-72, 1974-75, 1982-83 et 1985-86. - Coupe de Libye (10) (record) : - Vainqueur : 1974-75, 1975-76, 1982-83, 1984-85, 1987-88, 1993-94, 1994-95, 1999-00, 2005-06 et 2015-16.                                                             |  | - Supercoupe de Libye (1) : - Vainqueur : 2000. |

## Personnalités liées au club

### Entraîneurs
- Piet Hamberg (2000)
- Theo Bücker (2007–08)
- Noureddine Saâdi (2008–09)
- Hossam Al Badry (2013)
- Talaat Youssef (2014)
- Ruud Krol (2014)
- Jamal Abu Nawara (2016)
- Tarek Al Ashry (2016)
- Talaat Youssef (2017)